# Парк Славујев поток
Парк Славујев поток (познат још и као Парк код Шесте београдске гимназије) један је од паркова града Београда, стациониран у општини Звездара.

## Локација
Парк се налази општини Звездара, оивичен је Прешевском улицом на северу, Батутовом улицом на истоку, улицом Милана Ракића на југу, а са западне стране излази на Шесту београдску гимназију. У његовој непосредој близини налази се Звездара театар. Парк заузима површину од 1,4 хектара.

## Карактеристике
Парк је у потпуности реконструисан 2005. године, када је на месту празне и напуштене зелене површине постављено 25 клупа, направљене нове пешачке стазе, поново постављена расвета и направљено дечије игралиште са клацкалицама, љуљашкама и вртешкама. Године 2009. у склопу парка отворен је и интернет парк, па данас као и у већини београдских паркова постоји могућност бесплатног коришћења интернета.